# Troisième circonscription de l'Ain
La troisième circonscription de l'Ain est l'une des cinq circonscriptions législatives que compte le département français de l'Ain (01), situé en région Auvergne-Rhône-Alpes.
Elle est représentée à l'Assemblée nationale, lors de la XVIIe législature de la Cinquième République, par Olga Givernet, députée de La République en marche entrée au gouvernement Michel Barnier le 21 septembre 2024, puis sa suppléante Sophie Delorme.

## Description géographique et démographique

### De 1958 à 1986
La troisième circonscription de l'Ain était composée de :
- canton d'Ambérieu-en-Bugey
- canton de Chalamont
- canton de Châtillon-sur-Chalaronne
- canton de Lagnieu
- canton de Meximieux
- canton de Montluel
- canton de Pont-de-Vaux
- canton de Saint-Trivier-sur-Moignans
- canton de Thoissey
- canton de Trévoux
- canton de Villars-les-Dombes.

### De 1988 à 2010
La troisième circonscription de l'Ain, située dans l'est du département (partie frontalière avec la Suisse), est d'abord délimitée par le découpage électoral élaboré lors du redécoupage des circonscriptions législatives françaises de 1986.
Elle regroupe alors les divisions administratives suivantes : 
- Canton de Bellegarde-sur-Valserine
- Canton de Belley
- Canton de Brénod
- Canton de Champagne-en-Valromey
- Canton de Collonges
- Canton de Ferney-Voltaire
- Canton de Gex
- Canton d'Hauteville-Lompnes
- Canton de Lhuis
- Canton de Saint-Rambert-en-Bugey
- Canton de Seyssel
- Canton de Virieu-le-Grand.

Depuis l'ordonnance no 2009-935 du 29 juillet 2009, ratifiée par le Parlement français le 21 janvier 2010, elle regroupe les divisions administratives suivantes : 
- Canton de Bellegarde-sur-Valserine
- Canton de Belley
- Canton de Collonges
- Canton de Ferney-Voltaire
- Canton de Gex
- Canton de Seyssel.

Carte de la troisième circonscription de l'Ain de 1958 à 1986
Carte de la troisième circonscription de l'Ain de 1986 à 2012

### Pyramide des âges
| Hommes | Classe d’âge   | Femmes |
| ------ | -------------- | ------ |
| 6      | 65 ans et plus | 8      |
| 30     | 20 à 64 ans    | 30     |
| 13     | 0 à 19 ans     | 13     |

### Catégorie socio-professionnelle
Répartition de la population active par catégorie socio-professionnelle en 2013
| Agriculteurs | Artisans, commerçants, chefs d'entreprise | Cadres, professions intellectuelles | Professions intermédiaires | Employés | Ouvriers | Retraités | Autres |
| ------------ | ----------------------------------------- | ----------------------------------- | -------------------------- | -------- | -------- | --------- | ------ |
| 0,3 %        | 3,4 %                                     | 13,0 %                              | 16,5 %                     | 18,1 %   | 12,8 %   | 19,8 %    | 16,1 % |

## Historique des députations
| Législature | Début de mandat  | Fin de mandat     | Député                   | Parti politique | Observations |
| ----------- | ---------------- | ----------------- | ------------------------ | --------------- | --- |
| Ire         | 9 décembre 1958  | 9 octobre 1962    | Émile Dubuis             | MRP             | Mandat écourté à la suite d'une dissolution parlementaire décidée par Charles de Gaulle. |
| IIe         | 6 décembre 1962  | 2 avril 1967      | Émile Dubuis             | MRP             | |
| IIIe        | 3 avril 1967     | 30 mai 1968       | Guy de La Verpillière    | RI              | Père de Charles de La Verpillière Mandat écourté à la suite d'une dissolution parlementaire décidée par Charles de Gaulle.                                                                                      |
| IVe         | 11 juillet 1968  | 1er avril 1973    | Guy de La Verpillière    | RI              | |
| Ve          | 2 avril 1973     | 2 avril 1978      | Guy de La Verpillière    | RI              | |
| VIe         | 3 avril 1978     | 27 septembre 1980 | Guy de La Verpillière    | UDF             | Élection législative partielle à la suite de la démission de Guy de La Verpillière élu au Sénat le 28 septembre 1980 Mandat écourté à la suite d'une dissolution parlementaire décidée par François Mitterrand. |
| VIe         | 30 novembre 1980 | 22 mai 1981       | Noël Ravassard           | PS              | Élection législative partielle à la suite de la démission de Guy de La Verpillière élu au Sénat le 28 septembre 1980 Mandat écourté à la suite d'une dissolution parlementaire décidée par François Mitterrand. |
| VIIe        | 2 juillet 1981   | 1er avril 1986    | Noël Ravassard           | PS              | |
| VIIIe       | 2 avril 1986     | 14 mai 1988       | Aucun                    | Aucun           | Proportionnelle par département, pas de député par circonscription. Mandat écourté à la suite d'une dissolution parlementaire décidée par François Mitterrand.                                                  |
| IXe         | 23 juin 1988     | 1er avril 1993    | Charles Millon           | UDF             | Maire de Belley |
| Xe          | 2 avril 1993     | 17 juin 1995      | Charles Millon           | UDF             | Remplacé par Gérard Armand le 18 juin 1995 à la suite de sa nomination au gouvernement Mandat écourté à la suite d'une dissolution parlementaire décidée par Jacques Chirac.                                    |
| Xe          | 18 juin 1995     | 21 avril 1997     | Gérard Armand            | UDF             | Remplacé par Gérard Armand le 18 juin 1995 à la suite de sa nomination au gouvernement Mandat écourté à la suite d'une dissolution parlementaire décidée par Jacques Chirac.                                    |
| XIe         | 12 juin 1997     | 18 juin 2002      | Charles Millon           | UDF             | Maire de Belley (jusqu'au 18 mars 2001) |
| XIIe        | 19 juin 2002     | 19 juin 2007      | Étienne Blanc            | UMP             | Maire de Divonne-les-Bains |
| XIIIe       | 20 juin 2007     | 19 juin 2012      | Étienne Blanc            | UMP             | Maire de Divonne-les-Bains |
| XIVe        | 20 juin 2012     | 10 mars 2016      | Étienne Blanc            | UMP             | Élection législative partielle à la suite de la démission d'Étienne Blanc |
| XIVe        | 12 juin 2016     | 20 juin 2017      | Stéphanie Pernod-Beaudon | LR              | Élection législative partielle à la suite de la démission d'Étienne Blanc |
| XVe         | 21 juin 2017     | 21 juin 2022      | Olga Givernet            | LREM            | |
| XVIe        | 22 juin 2022     | 9 juin 2024       | Olga Givernet            | LREM-Ensemble   | Mandat écourté à la suite d'une dissolution parlementaire décidée par Emmanuel Macron. |

## Historique des résultats

### Élections législatives de 1958
| Candidat       | Candidat              | Parti          | Premier tour | Premier tour | Second tour | Second tour |  |
| Candidat       | Candidat              | Parti          | Voix         | %            | Voix        | %           |  |
| -------------- | --------------------- | -------------- | ------------ | ------------ | ----------- | ----------- |  |
|                | Émile Dubuis élu      | MRP            | 10 689       | 25,38        | 24 030      | 56,87       |  |
|                | Jean Saint-Cyr        | Radsoc         | 9 704        | 23,04        | 11 465      | 27,13       |  |
|                | Guy de La Verpillière | CNIP           | 8 387        | 19,92        | Retrait     | Retrait     |  |
|                | Jules Blanchet        | PCF            | 6 427        | 15,26        | 6 760       | 16          |  |
|                | André Charignon       | UNR            | 3 900        | 9,26         | Retrait     | Retrait     |  |
|                | Marius Bretin         | Extrême droite | 3 002        | 7,13         | Retrait     | Retrait     |  |
|                |                       |                |              |              |             |             |  |
| Inscrits       | Inscrits              | Inscrits       | 62 731       | 100,00       | 62 628      | 100,00      |  |
| Abstentions    | Abstentions           | Abstentions    | 19 712       | 31,42        | 19 416      | 31          |  |
| Votants        | Votants               | Votants        | 43 019       | 68,58        | 43 212      | 69          |  |
| Blancs et nuls | Blancs et nuls        | Blancs et nuls | 910          | 2,12         | 957         | 2,21        |  |
| Exprimés       | Exprimés              | Exprimés       | 42 109       | 97,88        | 42 255      | 97,79       |  |

Michel Cormorèche, cultivateur aux Échets, était le suppléant d'Émile Dubuis.

### Élections législatives de 1962
| Candidat       | Candidat                   | Parti          | Premier tour | Premier tour | Second tour | Second tour |  |
| Candidat       | Candidat                   | Parti          | Voix         | %            | Voix        | %           |  |
| -------------- | -------------------------- | -------------- | ------------ | ------------ | ----------- | ----------- |  |
|                | Émile Dubuis sortant réélu | MRP            | 12 622       | 34,04        | 17 018      | 43,41       |  |
|                | Michel Vittori             | UNR-UDT        | 10 623       | 28,65        | 13 514      | 34,47       |  |
|                | Jean Saint-Cyr             | Radsoc         | 7 493        | 20,21        | Retrait     | Retrait     |  |
|                | Henri Petitpas             | PCF            | 6 346        | 17,11        | 8 674       | 22,12       |  |
|                |                            |                |              |              |             |             |  |
| Inscrits       | Inscrits                   | Inscrits       | 63 764       | 100,00       | 63 789      | 100,00      |  |
| Abstentions    | Abstentions                | Abstentions    | 25 651       | 40,23        | 23 497      | 36,84       |  |
| Votants        | Votants                    | Votants        | 38 113       | 59,77        | 40 292      | 63,16       |  |
| Blancs et nuls | Blancs et nuls             | Blancs et nuls | 1 029        | 2,7          | 1 086       | 2,7         |  |
| Exprimés       | Exprimés                   | Exprimés       | 37 084       | 97,3         | 39 206      | 97,3        |  |

Michel Cormorèche était le suppléant d'Émile Dubuis.

### Élections législatives de 1967
| Candidat       | Candidat                  | Parti          | Premier tour | Premier tour | Second tour | Second tour |  |
| Candidat       | Candidat                  | Parti          | Voix         | %            | Voix        | %           |  |
| -------------- | ------------------------- | -------------- | ------------ | ------------ | ----------- | ----------- |  |
|                | Guy de La Verpillière élu | RI             | 15 907       | 31,32        | 20 247      | 38,1        |  |
|                | Émile Dubuis sortant      | CD (PDM)       | 15 900       | 31,31        | 13 302      | 25,03       |  |
|                | Régis Berlioz             | CIR (FGDS)     | 10 140       | 19,97        | 19 592      | 36,87       |  |
|                | René Cantenys             | PCF            | 7 692        | 15,15        | Retrait     | Retrait     |  |
|                | Jean-Jacques Chardon      | Modérés        | 1 144        | 2,25         |             |             |  |
|                |                           |                |              |              |             |             |  |
| Inscrits       | Inscrits                  | Inscrits       | 69 228       | 100,00       | 69 216      | 100,00      |  |
| Abstentions    | Abstentions               | Abstentions    | 17 239       | 24,9         | 15 485      | 22,37       |  |
| Votants        | Votants                   | Votants        | 51 989       | 75,1         | 53 731      | 77,63       |  |
| Blancs et nuls | Blancs et nuls            | Blancs et nuls | 1 206        | 2,32         | 590         | 1,1         |  |
| Exprimés       | Exprimés                  | Exprimés       | 50 783       | 97,68        | 53 141      | 98,9        |  |

Michel Vittori, comptable à Trévoux, UNR, était le suppléant de Guy de La Verpillière.

### Élections législatives de 1968
| Candidat       | Candidat                            | Parti          | Premier tour | Premier tour | Second tour | Second tour |  |
| Candidat       | Candidat                            | Parti          | Voix         | %            | Voix        | %           |  |
| -------------- | ----------------------------------- | -------------- | ------------ | ------------ | ----------- | ----------- |  |
|                | Guy de La Verpillière sortant réélu | RI (URP)       | 25 132       | 47,68        | 31 842      | 64,16       |  |
|                | Émile Dubuis                        | CD (PDM)       | 11 709       | 22,21        | Retrait     | Retrait     |  |
|                | Marcel Viénot                       | CIR (FGDS)     | 7 518        | 14,26        | 17 790      | 35,84       |  |
|                | René Cantenys                       | PCF            | 6 344        | 12,04        |             |             |  |
|                | Louise Véricel                      | PSU            | 2 007        | 3,81         |             |             |  |
|                |                                     |                |              |              |             |             |  |
| Inscrits       | Inscrits                            | Inscrits       | 69 888       | 100,00       | 69 885      | 100,00      |  |
| Abstentions    | Abstentions                         | Abstentions    | 16 546       | 23,68        | 18 866      | 27          |  |
| Votants        | Votants                             | Votants        | 53 342       | 76,32        | 51 019      | 73          |  |
| Blancs et nuls | Blancs et nuls                      | Blancs et nuls | 632          | 1,18         | 1 387       | 2,72        |  |
| Exprimés       | Exprimés                            | Exprimés       | 52 710       | 98,82        | 49 632      | 97,28       |  |

Michel Vittori était le suppléant de Guy de La Verpillière.

### Élections législatives de 1973
| Candidat       | Candidat                            | Parti          | Premier tour | Premier tour | Second tour | Second tour |  |
| Candidat       | Candidat                            | Parti          | Voix         | %            | Voix        | %           |  |
| -------------- | ----------------------------------- | -------------- | ------------ | ------------ | ----------- | ----------- |  |
|                | Guy de La Verpillière sortant réélu | RI (URP)       | 17 791       | 36,56        | 25 872      | 51,79       |  |
|                | Louis Lamarche                      | MRG (UGSD)     | 10 634       | 21,86        | 24 083      | 48,21       |  |
|                | Camille Piane                       | PCF            | 7 093        | 14,58        | Retrait     | Retrait     |  |
|                | Serge Robin                         | PSD (MR)       | 5 045        | 10,37        |             |             |  |
|                | Jean-Jacques Comtet                 | Divers droite  | 4 454        | 9,15         |             |             |  |
|                | Charles Romieux                     | PSU            | 1 843        | 3,79         |             |             |  |
|                | René Collet                         | CDP            | 1 797        | 3,69         |             |             |  |
|                |                                     |                |              |              |             |             |  |
| Inscrits       | Inscrits                            | Inscrits       | 63 658       | 100,00       | 63 637      | 100,00      |  |
| Abstentions    | Abstentions                         | Abstentions    | 13 961       | 21,93        | 12 378      | 19,45       |  |
| Votants        | Votants                             | Votants        | 49 697       | 78,07        | 51 259      | 80,55       |  |
| Blancs et nuls | Blancs et nuls                      | Blancs et nuls | 1 040        | 2,09         | 1 304       | 2,54        |  |
| Exprimés       | Exprimés                            | Exprimés       | 48 657       | 97,91        | 49 955      | 97,46       |  |

Michel Vittori était le suppléant de Guy de La Verpillière.

### Élections législatives de 1978
| Candidat       | Candidat                            | Parti          | Premier tour | Premier tour | Second tour | Second tour |  |
| Candidat       | Candidat                            | Parti          | Voix         | %            | Voix        | %           |  |
| -------------- | ----------------------------------- | -------------- | ------------ | ------------ | ----------- | ----------- |  |
|                | Guy de La Verpillière sortant réélu | UDF (PR)       | 28 084       | 45,48        | 34 287      | 53,37       |  |
|                | Louis Lamarche                      | MRG            | 16 151       | 26,15        | 29 960      | 46,63       |  |
|                | Jean-Marie Lepézel                  | PCF            | 8 889        | 14,39        |             |             |  |
|                | Philippe Lebreton                   | Écologie 78    | 4 965        | 8,04         |             |             |  |
|                | Marie-José Sabin                    | LO             | 1 424        | 2,31         |             |             |  |
|                | Jean Bouchard                       | CNIP           | 1 413        | 2,29         |             |             |  |
|                | Michel Védie                        | PSU (FA)       | 830          | 1,34         |             |             |  |
|                |                                     |                |              |              |             |             |  |
| Inscrits       | Inscrits                            | Inscrits       | 77 029       | 100,00       | 77 032      | 100,00      |  |
| Abstentions    | Abstentions                         | Abstentions    | 14 153       | 18,37        | 11 643      | 15,11       |  |
| Votants        | Votants                             | Votants        | 62 876       | 81,63        | 65 389      | 84,89       |  |
| Blancs et nuls | Blancs et nuls                      | Blancs et nuls | 1 120        | 1,78         | 1 142       | 1,75        |  |
| Exprimés       | Exprimés                            | Exprimés       | 61 756       | 98,22        | 64 247      | 98,25       |  |

Albert Tramblay, maire adjoint de Vonnas, était le suppléant de Guy de La Verpillière.
Guy de La Verpillière est élu sénateur le 28 septembre 1980.

### Élection partielle du 23 et du 30 novembre 1980
(à la suite de l'élection de Guy de La Verpillière au Sénat).
Candidats au premier tour :
- Pierre Cormorèche UDF
- Noël Ravassard PS
- René Dulot indépendant soutenu par le RPR
- Jean-Marie Lepezel PCF
- Philippe Lebreton Écologiste
- Édouard Serrière  FN
- Jean-Michel Hernandez LO
- Jacques Galland LCR
- Daniel Véricel PSU

| Candidat          | Parti | %     | Voix   |
| ----------------- | ----- | ----- | ------ |
| Noël Ravassard    | PS    | 57,49 | 24 043 |
| Pierre Cormorèche | UDF   | 42,50 | 17 776 |

Le suppléant de Noël Ravassard était Alain Coquard, secrétaire fédéral du Parti socialiste.

### Élections législatives de 1981
| Candidat              | Candidat                     | Parti          | Premier tour | Premier tour | Second tour | Second tour |  |
| Candidat              | Candidat                     | Parti          | Voix         | %            | Voix        | %           |  |
| --------------------- | ---------------------------- | -------------- | ------------ | ------------ | ----------- | ----------- |  |
|                       | Noël Ravassard sortant réélu | PS             | 25 560       | 46,06        | 34 714      | 55,66       |  |
|                       | Jean Vial                    | UDF (PR)       | 14 299       | 25,77        | 27 658      | 44,34       |  |
|                       | Pierre Deplanche             | RPR (UNM)      | 10 477       | 18,88        |             |             |  |
|                       | Fernand Roustit              | PCF            | 3 951        | 7,12         |             |             |  |
|                       | Daniel Vericel               | PSU            | 619          | 1,12         |             |             |  |
|                       | Isabelle Leclerc             | LO             | 580          | 1,07         |             |             |  |
|                       | Annick Bochaton              | CCA            | 3            | 0,01         |             |             |  |
|                       | Yvette Serrière              | FN             | 1            | 0,00         |             |             |  |
|                       |                              |                |              |              |             |             |  |
| Inscrits              | Inscrits                     | Inscrits       | 84 216       | 100,00       | 84 215      | 100,00      |  |
| Abstentions           | Abstentions                  | Abstentions    | 28 010       | 33,26        | 21 189      | 25,16       |  |
| Votants               | Votants                      | Votants        | 56 206       | 66,74        | 63 026      | 74,84       |  |
| Blancs et nuls        | Blancs et nuls               | Blancs et nuls | 716          | 1,27         | 654         | 1,04        |  |
| Exprimés              | Exprimés                     | Exprimés       | 55 490       | 98,73        | 62 372      | 98,96       |  |
| Source : Data.gouv.fr |                              |                |              |              |             |             |  |

Alain Coquard, agent SNCF, était le suppléant de Noël Ravassard.

### Élections législatives de 1988
|                | Charles Millon sortant réélu | UDF (PR) (URC) | 22 825 | 54,60  |  |  |  |
|                | Juliette Vincen              | PS             | 13 017 | 31,14  |  |  |  |
|                | Ghislaine Jullien            | FN             | 3 270  | 7,82   |  |  |  |
|                | Marcelle Vdovitchenko        | PCF            | 2 692  | 6,44   |  |  |  |
|                |                              |                |        |        |  |  |  |
| Inscrits       | Inscrits                     | Inscrits       | 66 816 | 100,00 |  |  |  |
| Abstentions    | Abstentions                  | Abstentions    | 24 310 | 36,38  |  |  |  |
| Votants        | Votants                      | Votants        | 42 506 | 63,62  |  |  |  |
| Blancs et nuls | Blancs et nuls               | Blancs et nuls | 702    | 1,65   |  |  |  |
| Exprimés       | Exprimés                     | Exprimés       | 41 804 | 98,35  |  |  |  |

Gérard Armand, chirurgien, conseiller régional, conseiller général RPR du canton de Bellegarde-sur-Valserine, était le suppléant de Charles Millon.

### Élections législatives de 1993
|                | Charles Millon sortant réélu | UDF (PR)       | 22 949 | 51,59  |  |  |  |
|                | Pierre Carroz                | PS (ADFP)      | 7 644  | 17,18  |  |  |  |
|                | Olivier Wyssa                | FN             | 5 519  | 12,41  |  |  |  |
|                | Albert Delavière             | GÉ (EÉ)        | 4 194  | 9,43   |  |  |  |
|                | Jean-Pierre Merlo            | PCF            | 2 655  | 5,97   |  |  |  |
|                | Jean-Michel Verd             | LT-LNÉ         | 1 524  | 3,43   |  |  |  |
|                |                              |                |        |        |  |  |  |
| Inscrits       | Inscrits                     | Inscrits       | 71 161 | 100,00 |  |  |  |
| Abstentions    | Abstentions                  | Abstentions    | 24 252 | 34,08  |  |  |  |
| Votants        | Votants                      | Votants        | 46 909 | 65,92  |  |  |  |
| Blancs et nuls | Blancs et nuls               | Blancs et nuls | 2 424  | 5,17   |  |  |  |
| Exprimés       | Exprimés                     | Exprimés       | 44 485 | 94,83  |  |  |  |

Les comptes de campagne de Pierre Caroz et de Jean-Michel Verd sont rejetés, les candidats sont déclarés inéligibles par le Conseil constitutionnel (décisions n° 93-1850/1851 AN du 17 décembre 1993). Gérard Armand, RPR, était le suppléant de Charles Millon. Gérard Armand remplaça Charles Millon, nommé membre du gouvernement, du 19 juin 1995 au 21 avril 1997.

### Élections législatives de 1997
| Candidat                     | Candidat                     | Parti                  | Premier tour | Premier tour | Second tour | Second tour |  |
| Candidat                     | Candidat                     | Parti                  | Voix         | %            | Voix        | %           |  |
| ---------------------------- | ---------------------------- | ---------------------- | ------------ | ------------ | ----------- | ----------- |  |
|                              | Charles Millon sortant réélu | UDF (AD)               | 18 054       | 40,83        | 25 270      | 55,41       |  |
|                              | Éric Gilbert                 | Les Verts (PS)         | 8 906        | 20,14        | 20 333      | 44,59       |  |
|                              | Olivier Wyssa                | FN                     | 6 574        | 14,87        |             |             |  |
|                              | Philippe Virard              | MDC                    | 3 208        | 6,93         |             |             |  |
|                              | Jean-Pierre Merlo            | PCF                    | 3 034        | 6,86         |             |             |  |
|                              | Henri Casellas               | Divers écologiste (GÉ) | 1 751        | 3,96         |             |             |  |
|                              | Henri Gouy-Paillier          | LO                     | 1 459        | 3,30         |             |             |  |
|                              | Louis-Alain Gaudin           | MPF (LDI)              | 1 362        | 3,08         |             |             |  |
|                              |                              |                        |              |              |             |             |  |
| Inscrits                     | Inscrits                     | Inscrits               | 72 641       | 100,00       | 72 647      | 100,00      |  |
| Abstentions                  | Abstentions                  | Abstentions            | 26 129       | 35,97        | 24 311      | 33,46       |  |
| Votants                      | Votants                      | Votants                | 46 512       | 64,03        | 48 336      | 66,54       |  |
| Blancs et nuls               | Blancs et nuls               | Blancs et nuls         | 2 293        | 4,93         | 2 733       | 5,65        |  |
| Exprimés                     | Exprimés                     | Exprimés               | 44 219       | 95,07        | 45 603      | 94,35       |  |
| Source : Assemblée nationale |                              |                        |              |              |             |             |  |

Charles Millon démissionne le 17 avril 2001.
Le suppléant de Charles Millon était le docteur Gérard Armand, conseiller général du canton de Bellegarde-sur-Valserine, maire de Bellegarde-sur-Valserine.
Gérard Armand est décédé le 21 mars 2002 et le siège est resté vacant.

### Élections législatives de 2002
| Candidat                     | Candidat                    | Parti                   | Premier tour | Premier tour | Second tour | Second tour |
| Candidat                     | Candidat                    | Parti                   | Voix         | %            | Voix        | %           |
| ---------------------------- | --------------------------- | ----------------------- | ------------ | ------------ | ----------- | ----------- |
|                              | Étienne Blanc élu           | UMP                     | 20 247       | 43,74        | 24 060      | 59,92       |
|                              | Hubert Bertrand             | PRG (PS)                | 8 721        | 18,84        | 16 094      | 40,08       |
|                              | Olivier Wyssa               | FN                      | 6 169        | 13,33        |             |             |
|                              | Philippe Virard             | Pôle républicain        | 3 208        | 6,93         |             |             |
|                              | Alain Pasqualin             | Les Verts               | 1 945        | 4,20         |             |             |
|                              | Gérard Bettant              | CPNT                    | 1 662        | 3,59         |             |             |
|                              | Jean-Pierre Merlo           | PCF                     | 1 556        | 3,36         |             |             |
|                              | Ginette Richard             | Divers écologiste (MÉI) | 871          | 1,88         |             |             |
|                              | Sylvie Crozet               | LO                      | 671          | 1,45         |             |             |
|                              | Patrick Fernandez           | MNR                     | 476          | 1,03         |             |             |
|                              | Constanza Solari-Vincensini | Extrême gauche (PT)     | 286          | 0,62         |             |             |
|                              | Élisa Allenbach             | Divers                  | 240          | 0,52         |             |             |
|                              | Anne-Marie Rosset           | Régionaliste            | 141          | 0,30         |             |             |
|                              | Daniele Hervé               | Divers droite           | 92           | 0,20         |             |             |
|                              |                             |                         |              |              |             |             |
| Inscrits                     | Inscrits                    | Inscrits                | 77 413       | 100,00       | 77 412      | 100,00      |
| Abstentions                  | Abstentions                 | Abstentions             | 29 926       | 38,66        | 35 421      | 45,76       |
| Votants                      | Votants                     | Votants                 | 47 487       | 61,34        | 41 991      | 54,24       |
| Blancs et nuls               | Blancs et nuls              | Blancs et nuls          | 1 202        | 2,53         | 1 837       | 4,37        |
| Exprimés                     | Exprimés                    | Exprimés                | 46 285       | 97,47        | 40 154      | 95,63       |
| Source : Assemblée nationale |                             |                         |              |              |             |             |

Le suppléant d'Étienne Blanc était Olivier de Seyssel, éleveur de chevaux à Magnieu.

### Élections législatives de 2007
| Candidat       | Candidat                    | Parti          | Premier tour | Premier tour | Second tour | Second tour |  |
| Candidat       | Candidat                    | Parti          | Voix         | %            | Voix        | %           |  |
| -------------- | --------------------------- | -------------- | ------------ | ------------ | ----------- | ----------- |  |
|                | Étienne Blanc sortant réélu | UMP            | 23 722       | 49,99        | 26 378      | 60,20       |  |
|                | Françoise Rigaud            | PS             | 9 018        | 19,01        | 17 438      | 39,80       |  |
|                | Fabienne Faure              | UDF–MoDem      | 5 198        | 10,95        |             |             |  |
|                | Philippe Virard             | PCF            | 2 366        | 4,99         |             |             |  |
|                | Olivier Wyssa               | FN             | 2 229        | 4,70         |             |             |  |
|                | Christine Franquet          | Les Verts      | 1 640        | 3,46         |             |             |  |
|                | Luc Bailly                  | LCR            | 1 138        | 2,40         |             |             |  |
|                | Maryse Favre                | MÉI            | 792          | 1,67         |             |             |  |
|                | Maurice Juston              | MPF            | 555          | 1,17         |             |             |  |
|                | Émilie Albert               | CPNT           | 481          | 1,01         |             |             |  |
|                | Dolorès Goutailler          | LO             | 308          | 0,65         |             |             |  |
|                | Jacques Marmorat            | Divers         | 2            | 0            |             |             |  |
|                |                             |                |              |              |             |             |  |
| Inscrits       | Inscrits                    | Inscrits       | 86 696       | 100,00       | 86 694      | 100,00      |  |
| Abstentions    | Abstentions                 | Abstentions    | 38 444       | 44,34        | 41 582      | 47,96       |  |
| Votants        | Votants                     | Votants        | 48 252       | 55,66        | 45 112      | 52,04       |  |
| Blancs et nuls | Blancs et nuls              | Blancs et nuls | 803          | 1,66         | 1 296       | 2,87        |  |
| Exprimés       | Exprimés                    | Exprimés       | 47 449       | 98,34        | 43 816      | 97,13       |  |

Le suppléant d'Étienne Blanc était Olivier de Seyssel, éleveur de chevaux à Magnieu.

### Élections législatives de 2012
| Candidat       | Candidat                    | Parti          | Premier tour | Premier tour | Second tour | Second tour |  |
| Candidat       | Candidat                    | Parti          | Voix         | %            | Voix        | %           |  |
| -------------- | --------------------------- | -------------- | ------------ | ------------ | ----------- | ----------- |  |
|                | Étienne Blanc sortant réélu | UMP            | 15 465       | 41,55        | 19 266      | 55,17       |  |
|                | Jean-Marc Fognini           | PS             | 12 164       | 32,68        | 15 653      | 44,83       |  |
|                | Gaëtan Noblet               | RBM (FN)       | 5 041        | 13,54        |             |             |  |
|                | Christine Franquet          | EÉLV           | 1 810        | 4,86         |             |             |  |
|                | Yves Thoumine               | FG (PCF) (PG)  | 1 622        | 4,36         |             |             |  |
|                | Delphine Rochet             | DLR            | 582          | 1,56         |             |             |  |
|                | Sylvie Vermeulen            | AÉI            | 379          | 1,02         |             |             |  |
|                | Éric Lahy                   | LO             | 160          | 0,43         |             |             |  |
|                |                             |                |              |              |             |             |  |
| Inscrits       | Inscrits                    | Inscrits       | 69 837       | 100,00       | 69 847      | 100,00      |  |
| Abstentions    | Abstentions                 | Abstentions    | 32 145       | 46,03        | 34 038      | 48,73       |  |
| Votants        | Votants                     | Votants        | 37 692       | 53,97        | 35 809      | 51,27       |  |
| Blancs et nuls | Blancs et nuls              | Blancs et nuls | 469          | 1,24         | 890         | 2,49        |  |
| Exprimés       | Exprimés                    | Exprimés       | 37 223       | 98,76        | 34 919      | 97,51       |  |

La suppléante d'Étienne Blanc était Stéphanie Pernod-Beaudon, Conseillère régionale, de Hauteville-Lompnes.
Etienne Blanc démissionne le 10 mars 2016.

### Élection partielle de 2016
| Candidat       | Candidat                      | Parti          | Premier tour | Premier tour | Second tour | Second tour |  |
| Candidat       | Candidat                      | Parti          | Voix         | %            | Voix        | %           |  |
| -------------- | ----------------------------- | -------------- | ------------ | ------------ | ----------- | ----------- |  |
|                | Stéphanie Pernod-Beaudon élue | UMP            | 4 456        | 28,23        | 10 472      | 73,31       |  |
|                | Gaëtan Noblet                 | FN             | 2 645        | 16,76        | 3 812       | 26,69       |  |
|                | Olivier de Seyssel            | UDI            | 2 465        | 15,62        |             |             |  |
|                | Denis Linglin                 | PS             | 2 091        | 13,25        |             |             |  |
|                | Jean Mercier                  | EÉLV           | 1 681        | 10,65        |             |             |  |
|                | Olga Givernet                 | Divers gauche  | 1 586        | 10,05        |             |             |  |
|                | Jean-Sébastien Bloch          | PCF            | 862          | 5,46         |             |             |  |
|                |                               |                |              |              |             |             |  |
| Inscrits       | Inscrits                      | Inscrits       | 72 992       | 100,00       | 73 292      | 100,00      |  |
| Abstentions    | Abstentions                   | Abstentions    | 56 710       | 77,69        | 57 255      | 78,12       |  |
| Votants        | Votants                       | Votants        | 16 282       | 22,31        | 16 037      | 21,88       |  |
| Blancs et nuls | Blancs et nuls                | Blancs et nuls | 496          | 3,05         | 1 753       | 10,93       |  |
| Exprimés       | Exprimés                      | Exprimés       | 15 786       | 96,95        | 14 284      | 89,07       |  |

### Élections législatives de 2017
|                                                                        | |                           |                           |                          |                          |  |
|                                                                        | | Premier tour 11 juin 2017 | Premier tour 11 juin 2017 | Second tour 18 juin 2017 | Second tour 18 juin 2017 |  |
|                                                                        | |                           |                           |                          |                          |  |
|                                                                        | | Nombre                    | % des inscrits            | Nombre                   | % des inscrits           |  |
| Inscrits                                                               | Inscrits | 75 614                    | 100,00                    | 75 548                   | 100,00                   |  |
| Abstentions                                                            | Abstentions | 41 131                    | 54,40                     | 46 438                   | 61,47                    |  |
| Votants                                                                | Votants | 34 483                    | 45,60                     | 29 110                   | 38,53                    |  |
|                                                                        | |                           | % des votants             |                          | % des votants            |  |
| Bulletins blancs                                                       | Bulletins blancs | 359                       | 1,04                      | 1 815                    | 6,23                     |  |
| Bulletins nuls                                                         | Bulletins nuls | 116                       | 0,34                      | 539                      | 1,85                     |  |
| Suffrages exprimés                                                     | Suffrages exprimés | 34 008                    | 98,62                     | 26 756                   | 91,91                    |  |
|                                                                        | |                           |                           |                          |                          |  |
| Candidat Étiquette politique (partis et alliances)                     | Candidat Étiquette politique (partis et alliances)                                                                                        | Voix                      | % des exprimés            | Voix                     | % des exprimés           |  |
|                                                                        | |                           |                           |                          |                          |  |
|                                                                        | Olga Givernet La République en marche !                                                                                                   | 15 405                    | 45,30                     | 16 552                   | 61,86                    |  |
|                                                                        | Stéphanie Pernod-Beaudon (députée sortante) Les Républicains (Union des démocrates et indépendants - Chasse, pêche, nature et traditions) | 7 281                     | 21,41                     | 10 204                   | 38,14                    |  |
|                                                                        | Gaëtan Noblet Front national | 3 808                     | 11,20                     |                          |                          |  |
|                                                                        | Christian Jolie La France insoumise | 3 064                     | 9,01                      |                          |                          |  |
|                                                                        | Jean Mercier Europe Écologie Les Verts | 1 496                     | 4,40                      |                          |                          |  |
|                                                                        | Géraldine Sacchi-Hassanein Parti socialiste                                                                                               | 1 468                     | 4,32                      |                          |                          |  |
|                                                                        | Thierry Borne Mouvement 100% (Parti de Rien)                                                                                              | 488                       | 1,43                      |                          |                          |  |
|                                                                        | Jean-Sébastien Bloch Parti communiste français (Ensemble !)                                                                               | 431                       | 1,27                      |                          |                          |  |
|                                                                        | Frédéric Mozer Union populaire républicaine                                                                                               | 361                       | 1,06                      |                          |                          |  |
|                                                                        | Éric Lahy Lutte ouvrière | 147                       | 0,43                      |                          |                          |  |
|                                                                        | Fabrice Gentile Divers gauche | 59                        | 0,17                      |                          |                          |  |
| Source : Ministère de l'Intérieur - Troisième circonscription de l'Ain | |                           |                           |                          |                          |  |

Le suppléant d'Olga Givernet était Yves Rethouze, directeur de société, adjoint au maire de Valserhône.

### Élections législatives de 2022
| Candidat                 | Candidat                 | Parti et coalition                             | Nuance                   | Premier tour | Premier tour | Second tour | Second tour |
| Candidat                 | Candidat                 | Parti et coalition                             | Nuance                   | Voix         | %            | Voix        | %           |
| ------------------------ | ------------------------ | ---------------------------------------------- | ------------------------ | ------------ | ------------ | ----------- | ----------- |
|                          | Olga Givernet            | LREM (ENS)                                     | ENS                      | 10 704       | 29,96        | 18 398      | 58,72       |
|                          | Christian Jolie          | LFI (NUPES)                                    | NUP                      | 7 990        | 22,36        | 12 932      | 41,28       |
|                          | Véronique Baude          | LR (UDC)                                       | LR                       | 6 425        | 17,98        |             |             |
|                          | Frédéric Franck          | RN                                             | RN                       | 4 993        | 13,97        |             |             |
|                          | Karine Dubarry           | REC                                            | REC                      | 1 835        | 5,14         |             |             |
|                          | Jean-Loup Kastler        | EP (Fédération de la gauche républicaine\|FGR) | ECO                      | 1 763        | 4,93         |             |             |
|                          | Fulgence Kouassi         | SE                                             | DIV                      | 596          | 1,67         |             |             |
|                          | Thierry Vergnas          | LP (UPF)                                       | DSV                      | 543          | 1,52         |             |             |
|                          | Marine Morvan Lembert    | PA                                             | ECO                      | 530          | 1,48         |             |             |
|                          | Cécile Maisonnette       | LO                                             | DXG                      | 281          | 0,79         |             |             |
|                          | Franck Bisetti           | PP                                             | DVC                      | 69           | 0,19         |             |             |
|                          | Maxence Ferte            | SE                                             | DIV                      | 0            | 0,00         |             |             |
|                          |                          |                                                |                          |              |              |             |             |
| Votes valides            | Votes valides            | Votes valides                                  | Votes valides            | 35 729       | 98,54        | 31 330      | 92,38       |
| Votes blancs             | Votes blancs             | Votes blancs                                   | Votes blancs             | 385          | 1,06         | 1 870       | 5,51        |
| Votes nuls               | Votes nuls               | Votes nuls                                     | Votes nuls               | 145          | 0,40         | 716         | 2,11        |
| Total                    | Total                    | Total                                          | Total                    | 36 259       | 100          | 33 916      | 100         |
| Abstention               | Abstention               | Abstention                                     | Abstention               | 45 945       | 55,89        | 48 291      | 58,74       |
| Inscrits / participation | Inscrits / participation | Inscrits / participation                       | Inscrits / participation | 82 204       | 44,11        | 82 207      | 41,26       |

Le suppléant d'Olga Givernet était Roger Patermo, secrétaire de mairie à la retraite, maire de Brens.

### Élections législatives de 2024
Députée sortante : Olga Givernet (Renaissance)
| Candidat                 | Candidat                 | Parti et coalition       | Nuance                   | Premier tour | Premier tour | Second tour | Second tour |
| Candidat                 | Candidat                 | Parti et coalition       | Nuance                   | Voix         | %            | Voix        | %           |
| ------------------------ | ------------------------ | ------------------------ | ------------------------ | ------------ | ------------ | ----------- | ----------- |
|                          | Olga Givernet *          | RE (ENS)                 | ENS                      | 17 420       | 32,43        | 32 958      | 63,00       |
|                          | Karine Dubarry           | RN                       | RN                       | 17 252       | 32,11        | 19 359      | 37,00       |
|                          | Christian Jolie          | LFI (NFP)                | UG                       | 13 497       | 25,12        | Retrait     | Retrait     |
|                          | Khadija Unal             | LR                       | LR                       | 3 663        | 6,82         |             |             |
|                          | Annick Veillerot         | DLF                      | DSV                      | 769          | 1,43         |             |             |
|                          | Fulgence Kouassi         | SE                       | DIV                      | 630          | 1,17         |             |             |
|                          | Cécile Maisonnette       | LO                       | EXG                      | 455          | 0,85         |             |             |
|                          | Sofia Tonizzo            | SE                       | DIV                      | 34           | 0,06         |             |             |
|                          |                          |                          |                          |              |              |             |             |
| Votes valides            | Votes valides            | Votes valides            | Votes valides            | 53 720       | 97,74        | 52 317      | 95,69       |
| Votes blancs             | Votes blancs             | Votes blancs             | Votes blancs             | 860          | 1,56         | 1 835       | 3,36        |
| Votes nuls               | Votes nuls               | Votes nuls               | Votes nuls               | 381          | 0,69         | 520         | 0,95        |
| Total                    | Total                    | Total                    | Total                    | 54 961       | 100          | 54 672      | 100         |
| Abstention               | Abstention               | Abstention               | Abstention               | 29 169       | 34,67        | 29 496      | 35,04       |
| Inscrits / participation | Inscrits / participation | Inscrits / participation | Inscrits / participation | 84 130       | 65,33        | 84 168      | 64,96       |

(*) La suppléante d'Olga Givernet est Sophie Delorme Duret, pharmacienne à Ferney-Voltaire, devenue députée le 22 octobre 2024 et qui l'est jusqu'au 23 janvier 2025.